# Relations entre Monaco et le Saint-Siège
Les relations entre Monaco et le Saint-Siège sont des relations internationales s'exerçant entre l'État de la principauté de Monaco et le gouvernement du Saint-Siège, souverain sur le territoire de l'État de la Cité du Vatican. Elles sont structurées par l'envoi d'un nonce apostolique (en) à Monaco et d'une ambassade de Monaco près le Saint-Siège.

## Histoire

### Monaco des Guelfes: la fondation d'une dynastie papiste
Les relations entre Monaco et les États pontificaux commencent par la bulle du pape Innocent IV en 1247, qui confirme la possession à l'abbaye Saint-Pons de Nice de la chapelle dédiée à saint Martin, près du Château Neuf, sur le rocher de Monaco. La même année, le pape autorise l'érection d'une autre chapelle réservée aux Génois dédiée à saint Jean-Baptiste.
Quand les Guelfes qui soutiennent le pape contre les Gibelins de l'Empire sont expulsés de Gênes, c'est alors qu'ils prennent la forteresse de Monaco dans la nuit du 8 janvier 1297 durant laquelle François Grimaldi se fait passer pour un frère franciscain.
Lorsqu'éclate le grand schisme d'Occident, Rainier reste d'abord dans l'obédience d'Urbain VI, élu à Rome; mais il ne tarde pas à se rallier au pape d'Avignon Clément VII en 1378.
En 1405 à la suite de la dédition de Nice à la Savoie, lors de l'expédition avignonnaise vers Gênes et Pise, Benoît XIII est le premier pape à se rendre à Monaco, où il loge dans la grande aile sud-ouest du Palais princier qui existait déjà à la fin du XIVe siècle et où se trouvent actuellement les grands appartements.
En 1444, Jean Grimaldi de Beuil conclue un traité avec le pape Eugène IV pour s'opposer au condottiere François Sforza.

### La reconnaissance pontificale de l'autonomie monégasque en 1524
Entre le XIVe et le XVIe siècle, les papes successifs tissent avec Monaco des liens privilégiés dont témoignent une relation épistolaire, une convention, deux bulles et un bref. Le règne du seigneur-évêque Augustin Grimaldi marque une période singulière pour Monaco entre 1523 et 1532. Celui-ci, qui fait allégeance à l'empereur Charles Quint, est alors seigneur de Monaco et évêque de Grasse: il est conseiller et aumônier du roi et conseiller extraordinaire au Parlement de Provence et en 1517, il assiste au cinquième concile du Latran.
Lors de son règne, une bulle pontificale du 19 février 1524 du pape Clément VII consacre expressément l'autonomie de Monaco « son Seigneur ne reconnaissant aucun supérieur au point de vue temporel. »

### Le rôle de Monaco dans la diplomatie vaticane: LouisIeret la succession d'Espagne (1699-1701)
En avril 1698, Louis Ier de Monaco est choisi comme ambassadeur du roi Louis XIV près le Saint-Siège. Dans le contexte de la difficile succession à la couronne d'Espagne en l'absence de postérité de Charles II, cette mission s'avère décisive pour la défense des prétentions de la maison de Bourbon contre celle des Habsbourg. Pour mener à bien sa mission, Louis déploie dans son ambassade au palais Corsini un faste royal resté légendaire. Innocent XII se montre finalement favorable aux droits de la maison de Bourbon, et reconnaît Philippe, duc d'Anjou le droit de prendre la succession du trône d'Espagne, occasionnant ainsi une victoire diplomatique pour Louis Grimaldi.

### Deux papes à Monaco: Pie VI dans un cercueil et Pie VII de son vivant (1802-1814)
Le 12 février 1802, le navire remportant la dépouille du pape Pie VI mort à Valence, prisonnier du Directoire, est contraint par une tempête de faire escale à Monaco. Mais le 11 janvier 1814, c'est un pape Pie VII bien vivant revenant de sa captivité à Fontainebleau qui passe par La Turbie et donne l'occasion aux habitants de Monaco de se porter en foule sur la route.

### Érection d'une Église locale de Monaco: la bulleQuemadmodum sollicitusde 1886

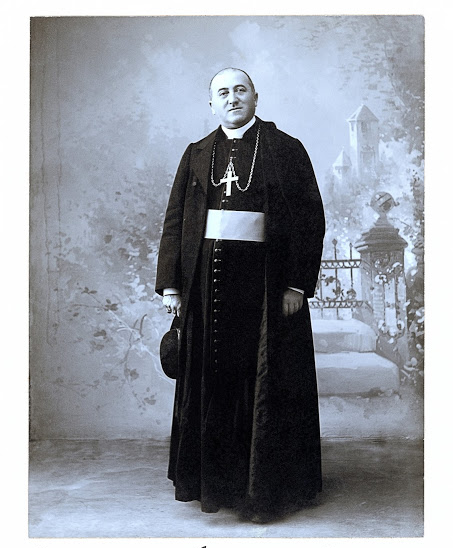
Jean-Charles Arnal du Curel, évêque de Monaco (1903-1915).

Après la perte des États pontificaux en 1870, la principauté conserve son soutien pour la souveraineté spirituelle et politique du pape. L'ambition de Charles III est aussi de rendre plus autonome la principauté vis-à-vis des ingérences de l'évêque de Nice dont Monaco dépendait alors. La bulle Quemadmodum sollicitus du 15 mars 1886, sous le pontificat de Léon XIII, fait alors de la principauté un diocèse relevant directement de Rome. Le 28 septembre 1887, une ordonnance souveraine fait loi de l'État les dispositions de ladite bulle, qui rappelle le concordat de Bologne par la part faite au prince dans la nomination des évêques. En effet, l'accord en vigueur jusqu'en 1981 est un cas unique dans le processus de nomination des évêques dans lequel le prince avait le droit de présenter trois candidats idoines pour que le Saint-Père puisse faire la nomination de l'un d'eux. Cette bulle marque ainsi l'établissement de relations diplomatiques officielles entre Monaco et le Saint-Siège, alors que les États pontificaux viennent d'être envahis par les troupes nationalistes de Giuseppe Garibaldi et bien avant les accords du Latran de 1929 qui reconnaissent la souveraineté du Saint-Siège sur l'État du Vatican. En action de grâce pour cet accord, la principauté offre en 1888 une crux gemmata ornée de pierres précieuses et de rubis au pape Léon XIII dont la symbolique est assez explicite. En effet, un premier médaillon sur le bras gauche de cette croix représente le pape Léon le Grand refoulant Attila après que celui-ci eut traversé les Alpes avec son armée de Huns et envahi l'Italie, quelques siècles avant Garibaldi, et sur un médaillon au pied de la croix est représenté Charles Theuret, premier évêque de Monaco, prosterné aux pieds de Léon XIII, manifestant l'attachement irrévocable de la principauté de Monaco au siège de Pierre.

### Élévation au rang d'archidiocèse: laConventio inter Apostolicam sedem et Principatum monoecumde 1981

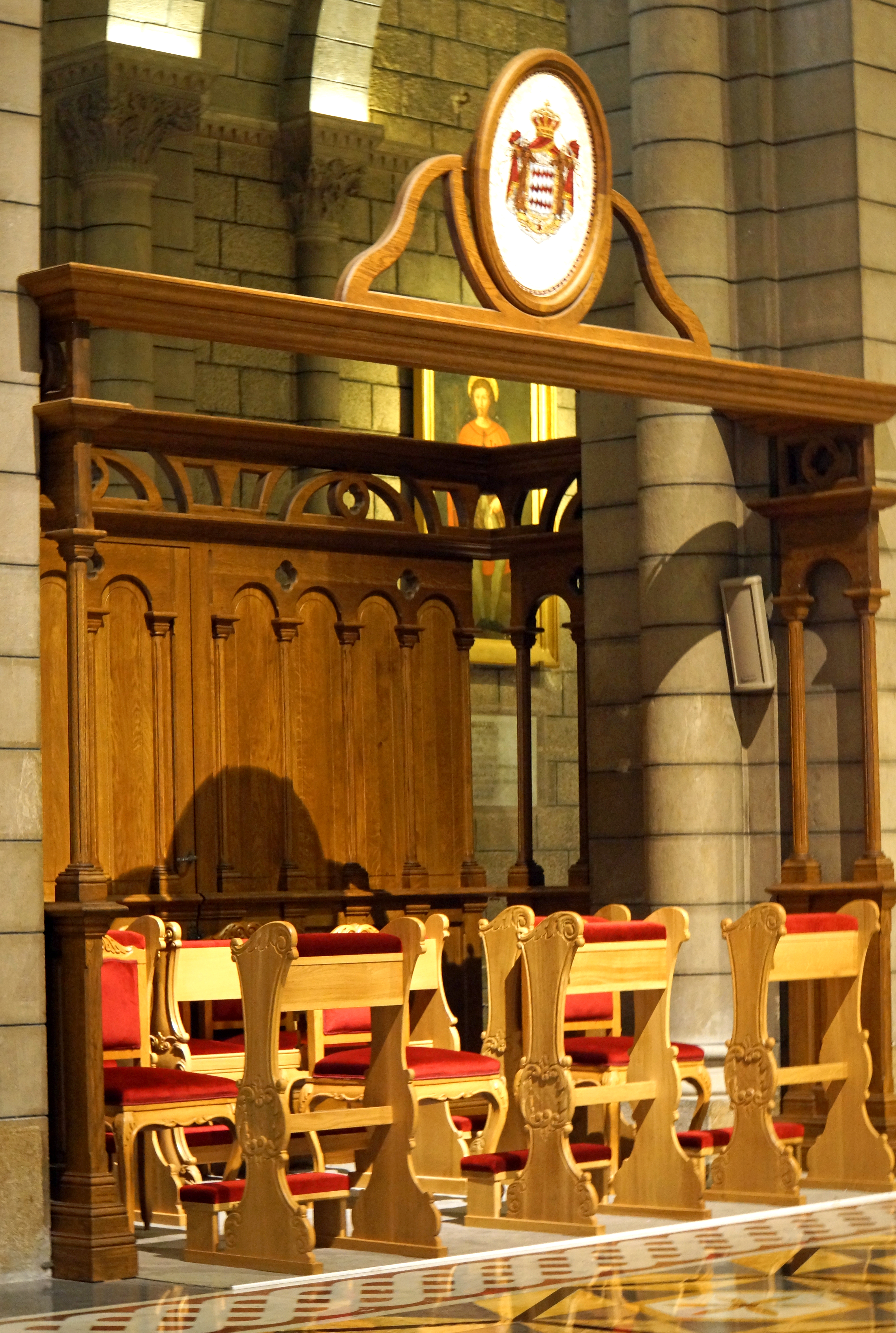
Loge du Prince dans le chœur de la cathédrale de Monaco.

Le prince Rainier III et la princesse Grace sont reçus au Vatican par le pape Pie XII en 1957, par le pape Jean XXIII en 1959 et par le pape Paul VI en 1974.
Le 25 juillet 1981, en la Cité du Vatican, une convention est signée entre le Saint-Siège et la principauté de Monaco, Conventio inter apostolicam sedem et principatum monoecum  qui peut être considéré comme un concordat entre ces deux pays. Le Saint-Siège y est représenté par Achille Silvestrini, secrétaire du Conseil pour les Affaires publiques de l'Église. Quant à la principauté de Monaco, elle l'est par S.E. César Charles Solamito, ambassadeur extraordinaire de S.A.S. le prince de Monaco. En vertu de cet accord, le prince renonce à son droit de nomination in terna: nommer l'archevêque est dorénavant de la compétence exclusive du siège apostolique après consultation du prince. Cette nouvelle disposition est prise dans un souci de conformer la bulle Quemadmodum sollicitus aux orientations données par le concile œcuménique Vatican II : il s'agit d'ajuster une incongruité du droit canonique tout en préservant la spécificité de la relation entre le Saint-Siège et Monaco due à leur histoire et leur statut de micro-États.
En échange, le 30 juillet 1981, par la bulle Apostolica haec, le pape Jean-Paul II élève le siège épiscopal de Monaco à la dignité de siège archiépiscopal.

### Établissement d'une ambassade de Monaco près le Saint-Siège en 1981
Le 11 mai 1982, à la suite de la nouvelle convention et par ordonnance souveraine du prince Rainier III réformant celle du 3 décembre 1955, le statut des ecclésiastiques est actualisé. Le 15 juin 1982, la principauté de Monaco et le Saint-Siège conviennent d'élever la légation de Monaco au rang d'ambassade, dans le cadre des relations spécifiques unissant le Saint-Siège et la principauté. Le 10 décembre 1982, le premier ambassadeur extraordinaire et plénipotentiaire, S.E. César Solamito, présente ses lettres de créance au Saint-Père.
En 1997, le prince Rainier III, le prince héritier Albert et la princesse Caroline sont reçus en audience privée par le pape Jean-Paul II.
En 2005, le prince Albert II de Monaco fait sa première apparition publique dans son nouveau rôle lors de funérailles de Jean-Paul II.

### Présence d'un nonce à Monaco depuis 2006: signe d'une longue et étroite relation

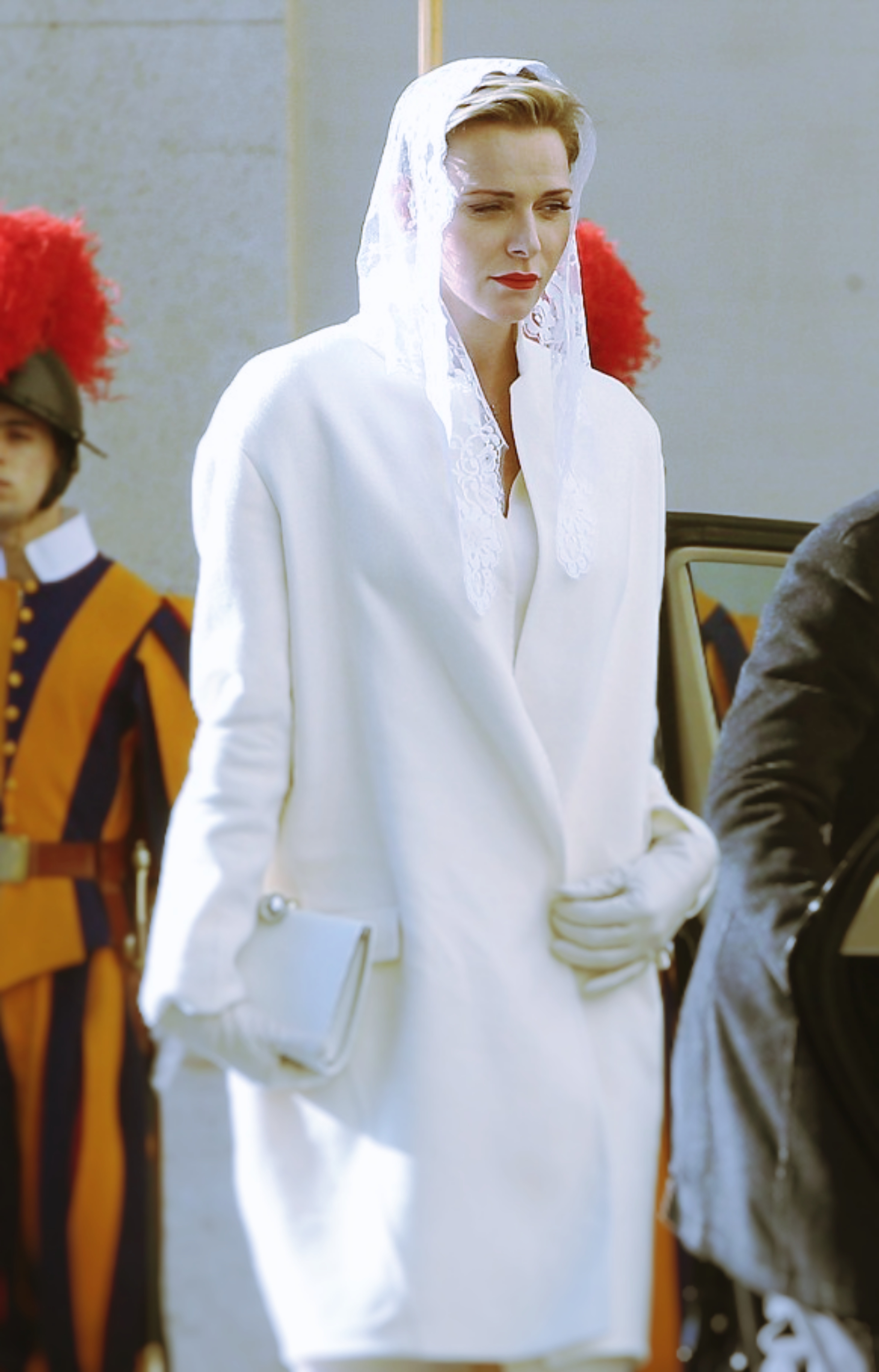
La Princesse Charlène, en tenue protocolaire pour rencontrer le pape Benoît XVI selon le privilège du blanc.

En 2005, accompagné de son directeur de cabinet Jean-Luc Allavena et de l'aumônier du palais, le chanoine César Penzo, le prince Albert se rend à Rome pour discuter du renforcement des liens entre Monaco et le Saint-Siège, et offre au souverain pontife une statue en bronze de sainte Dévote, réalisée par Cyril de La Patellière. Le 12 juillet 2006, le pape Benoît XVI nomme pour la première fois un nonce apostolique auprès du prince souverain et de la principauté de Monaco. Le 26 septembre 2006, S.A.S. le prince Albert II reçoit au palais les lettres de créance d'André Dupuy, nonce apostolique extraordinaire et plénipotentiaire du Saint-Siège.
En 2009, le prince Albert II est de nouveau reçu par le pape Benoît XVI.
Le 12 janvier 2013, Albert II présente sa nouvelle épouse Charlène, habillée selon la tradition du « privilège du blanc », au pape Benoît XVI lors d'une audience privée au Vatican. À partir de 2013, l'ambassadeur du prince de Monaco près le Saint-Siège, Jean-Claude Michel, devient aussi le doyen du corps diplomatique accrédité près le Saint-Siège jusqu'à la nomination en novembre 2015 d'un nouvel ambassadeur, Claude Giordan.
LL.AA.SS. le prince Albert II et la princesse Charlène, en présence de l'archevêque Bernard Barsi et du maire de Monaco, Georges Marsan, ont inauguré le 13 mai 2014 une allée en hommage à « saint Jean-Paul II » le long de la cathédrale Notre-Dame-Immaculée.

## Coopération diplomatique

### Service du bien commun

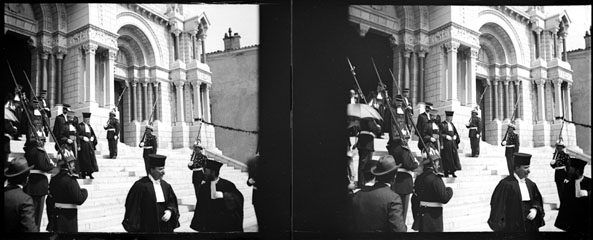
Sortie du Tribunal suprême de la cathédrale après la messe rouge, Monaco, avril 1906. La rentrée judiciaire à Monaco commence toujours par une « messe rouge » en l'honneur du Saint-Esprit auquel participe tout le corps juridique de la principauté

À l'occasion d'une audience privée du Conseil national de Monaco le 2 février 2019, le pape François a rappelé l'engagement du Saint-Siège et du Vatican au service du bien commun en ces termes :

« Les Monégasques peuvent s’appuyer sur les valeurs fondatrices de la Principauté inspirées par l’Évangile et par son message d’amour. »

— Pape François, Discours à la Délégation du Conseil national de la Principauté de Monaco

### Santé
Le Vatican et Monaco s'engagent ensemble pour promouvoir la dignité du personnel de santé. En ce sens, en janvier 2016, la princesse Charlène s'est adressée à une conférence au Vatican sur les enjeux de santé mondiaux y joignant son combat contre les noyades. Une collaboration existe entre le Centre Scientifique de Monaco et l'Hôpital Pédiatrique Bambino Gesù au Vatican pour lutter ensemble contre les maladies hématologiques et oncologiques pédiatriques. Monaco et le Saint-Siège ont aussi la même position concernant l'avortement, dans la mesure où les deux États défendent à valeur égale la vie de la mère enceinte et de l'enfant à naître.

### Sports: le match amical Monaco-Vatican
Depuis 2011, Monaco et le Saint-Siège s'opposent dans une rencontre amicale de football dans le but de promouvoir l'amitié entre les deux pays et les valeurs chrétiennes du sport.

## Caractéristiques communes
La relation privilégiée qui noue Monaco et le Saint-Siège se fonde sur une longue histoire commune, ainsi que de nombreuses caractéristiques communes

### Deux micro-États souverains
|  |

L'État de la Cité du Vatican et la principauté de Monaco sont deux micro-États qui sont les deux plus petits pays au monde, ayant respectivement une superficie de 0,44 km2 et 2 km2 Bien qu'ayant perdu la plus grande partie de leur territoire historique, les deux États ont su néanmoins maintenir leur souveraineté.
Monaco est membre de l'Organisation des Nations unies, cependant que le Saint-Siège y possède le rang d'observateur permanent.
Bien que n'ayant pas leur monnaie propre, Monaco et le Saint-Siège ont obtenu de l'Union européenne de pouvoir utiliser comme monnaie courante des euros à leur propre effigie.

## Distinctions et privilège

### Le privilège du blanc
La princesse de Monaco bénéficie du « privilège du blanc », prérogative particulière utilisée par les reines, princesses et grandes duchesses catholiques lors de leurs audiences avec le pape, au cours desquelles elles sont autorisées à porter vêtements et mantilles blancs, habituellement réservés au souverain pontife.

### Distinctions
Le 20 mars 1930, le pape Pie XI confère la décoration Pro Ecclesia et Pontifice à S.A.S. la princesse héréditaire Charlotte et la grand-croix de l'ordre de Pie IX au prince Pierre.
Le prince Rainier III était chevalier de l'ordre pontifical de l'Éperon d'or.